# Pteronemobius chopardi
Pteronemobius chopardi är en insektsart som först beskrevs av Bolívar, I. 1922.  Pteronemobius chopardi ingår i släktet Pteronemobius och familjen syrsor. Inga underarter finns listade i Catalogue of Life.